# Гнойовик білий
Гнойовик білий, гнойовик чубатий, гноївка біла (Coprinus comatus (O.F. Müll.) Pers.) — гриб родини печерицевих — Agaricaceae.

## Будова
Шапка 5-12 см заввишки, до 6 см завширшки, широко-, згодом видовжено-овальна, пізніше дзвоникоподібна, біла, спочатку гладенька, потім волохато-луската, пізніше по краю рожевіє, згодом чорніє. Пластинки білуваті, червонуваті, потім чорні, при достиганні розпливаються. Спорова маса чорна. Спори 10-12(14) Х 6-7(8) мкм, яйцеподібні, гладенькі. Ніжка 6-15 Х 1-3 см, циліндрична, біла, біля основи більш або менш потовщена, з вузьким, рухливим, швидкозникаючим кільцем. М'якуш білуватий, з приємним запахом, добрий на смак.

## Поширення та середовище існування
Зустрічається по всій Україні. Росте у лісонасадженнях, на відкритих угноєних місцях, групами; у липні-листопаді.

## Практичне використання
Добрий їстівний гриб (молоді плодові тіла). Гнойовики білий можна вживати у вареному, смаженому, тушкованому вигляді. На відміну від гнойовика чорнильного, не викликає отруєння при споживанні з алкоголем, адже не містить копріну .
За кордоном вирощується у промислових масштабах.